# Festetics György (diplomata)

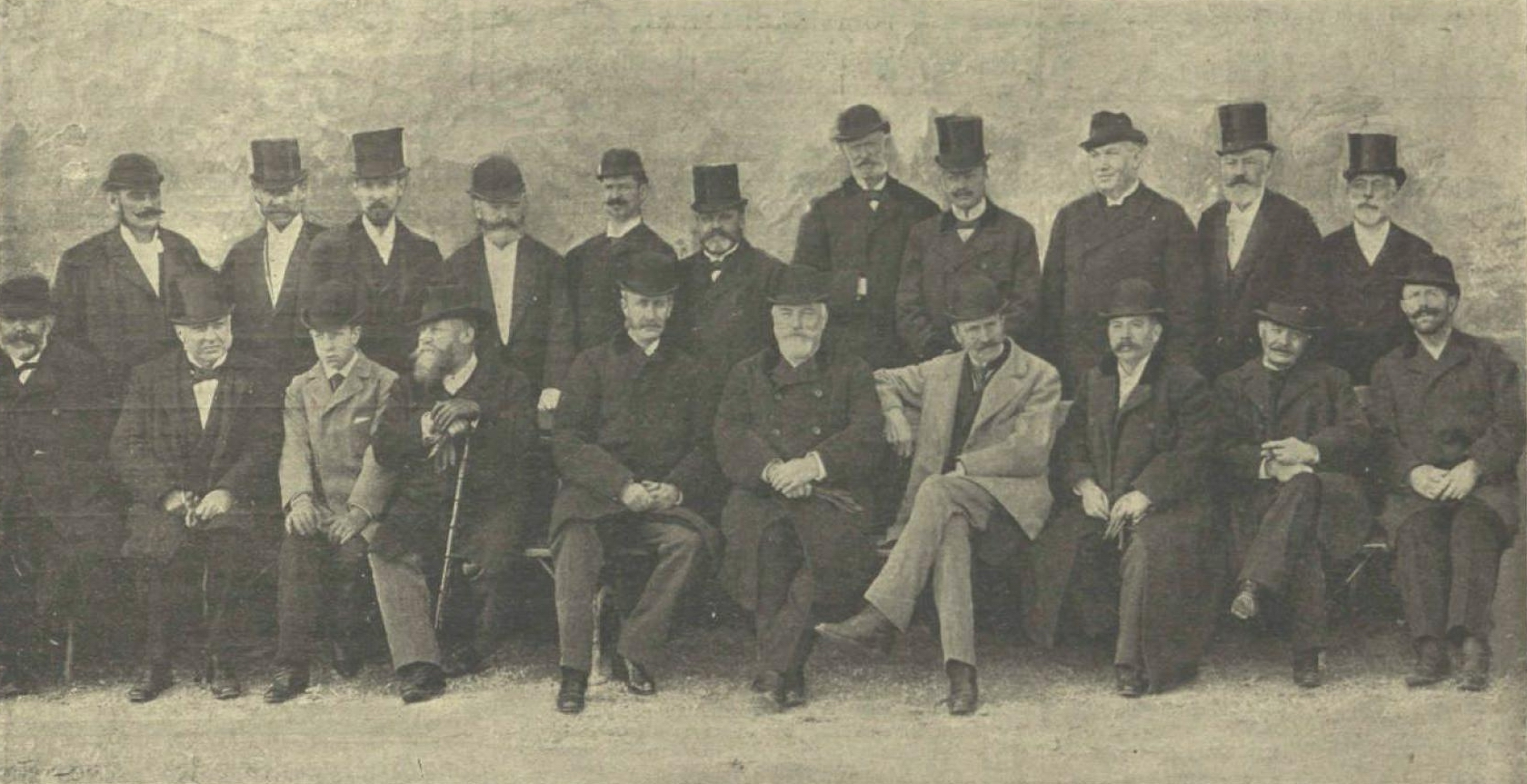
Az első sorban balról a harmadik személy Festetics György

Tolnai herceg Festetics György Tasziló József, vagy Festetics III. György (Baden-Baden, 1882. szeptember 4. – Keszthely, 1941. augusztus 4.) földbirtokos, diplomata, politikus.

## Élete
Édesapja tolnai herceg Festetics Tasziló, édesanyja Mary Victoria Douglas-Hamilton, volt monaco-i trónörököshercegné. Oxfordban és Budapesten tanult jogot. Az Osztrák–Magyar Monarchia Külügyminisztériumának munkatársa, a párizsi nagykövetség attaséja, majd 1904 és 1914 között a londoni nagykövetség követségi titkára. Az első világháborúban huszártisztként szolgált a szerb és olasz fronton. Apja halála után ő igazgatta a család magy birtokait 1933-tól. 1939-től haláláig a felsőház tagja.

## Családja
Bécsben 1938. február 26-án feleségül vette Maria von Haugwitz grófnőt (*Ossowa, Lengyelország, 1900. július 2.; †Bécs, 1972. szeptember 23.). A házasságból egyetlen fiúgyermek született:
- György Pál Tasziló (* Keszthely, 1940. november 18. –), Bécsben 1977. december 19-én feleségül vette Josephine Harmert (* Bécs, 1943. november 14. –)